# Schlacht am Wremer Tief
Die Schlacht am Wremer Tief fand am 23. Dezember 1517 zwischen den Truppen des Bremer Erzbischofs Christoph von Braunschweig-Wolfenbüttel und der Bevölkerung des Wurster Landes statt. Im Ergebnis verloren die Wremer ihre Selbständigkeit. Die friesische Freiheitskämpferin Tjede Peckes starb in dieser Schlacht.

## Vorgeschichte
Seit der Zeit der Missionierung von Land Wursten ab 780 durch den Mönch Willehad war das Land zu Bremen gehörig. Seither mussten die ansässigen Friesen schon den Andreasschatz an das Erzbistum Bremen zahlen. Am 30. November einen jeden Jahres musste jedes Haus an die Bremer Kirche zahlen.
Es gab keine Herzöge und Klöster in Land Wursten. Der unabhängige Bauernstaat wurde auf den König unmittelbar zurückgeführt. 16 Ratgeber und je zwei Vollmachten aus den neun Kirchspielen – Imsum, Wremen, Mulsum, Misselwarden, Dorum, Midlum, Padingbüttel, Cappel und Spieka – waren Ordnungsinstanz im Lande und vertraten den Wurster Bauernstaat auch gegenüber dem Bremer Erzbischof und den lauenburgischen Herzögen als Herren von Land Hadeln.
Die Wurster Willkür von 1508 wurde auf der Tingversammlung am Sievershamm verlesen und als Landrecht angenommen. Diese Friesische Freiheit besagte: Die Wurster mussten keinen Heeresdienst außerhalb des eigenen Landes leisten, und es gab auch kein Feudalsystem.
Als der Erzbischof Christoph 1512 das Erzstift Bremen übernahm, gab sich dieser mit der Anerkennung als geistlicher Oberherr nicht mehr zufrieden.

## Die Schlacht
Ende des Jahres 1517 sollten die Wurster für ihre neu eingedeichten Ländereien (Dorum-Neufeld, Cappel-Neufeld, Spieka-Neufeld) an den Bremer Erzbischof Steuern zahlen. Als sie sich dagegen zur Wehr setzten, schickte dieser ein großes Söldnerheer, um den Aufstand niederzuschlagen. Am 23. Dezember 1517 kam es zur Schlacht am Wremer Tief. Ein lateinisches Dokument des Chronisten David Chytraeus aus dem Jahr 1592 enthält eine Beschreibung dieser Schlacht. Dort steht geschrieben, dass die Wurster zur Verteidigung ihrer Freiheit nicht nur mit Männern, sondern auch mit Frauen gegen den Erzbischof zogen. Die Wurster hatten sich an der Mulsumer Kirche verschanzt, doch es half ihnen nicht. Die Schlacht endete für sie verlustreich. Die siegreichen bischöflichen Truppen plünderten daraufhin das ganze Land Wursten und brannten es nieder. Es sollen nur noch sieben Häuser in ganz Lande Wursten stehen geblieben sein. Die überlebenden Wurster flohen und kehrten erst später in das völlig verwüstete Land zurück.
Eine wichtige Rolle spielte in der Schlacht die ostfriesische Freiheitskämpferin Tjede Peckes. Sie wurde als Tochter freier friesischer Bauern geboren und war Mitglied einer Frauenbewegung. Als unverheiratete Frauen nahmen sie am politischen Leben teil. Tjede Peckes war aktiv in den Wurster Bauernräten. Bei der Schlacht am Wremer Tief soll eine Gruppe von etwa 500 Mädchen und Frauen gegen die Bremische Übermacht mit gekämpft haben. Peckes fiel im Alter von siebzehn Jahren, als sie von einem Landsknecht mit dem Schwert angegriffen wurde.

## Ergebnisse und Folgen
Erzbischof Christopher von Bremen stellte in den anschließenden Friedensverhandlungen harte Bedingungen. Das Land wurde Bestandteil des Erzstifts Bremen. Der Vertrag von Imsum sah nicht nur die Aufhebung der bisherigen Landesverfassung, die Übernahme der Kriegskosten und erhebliche Abgaben vor. Die Hoheitsrechte über Wasser und Strom, über Häfen und Straßen gingen an den Erzbischof. Die Wurster Friesen hatten als Zeichen ihrer Unterwerfung eine Burg für den Bischof zu bauen, die Burg Morgenstern in Weddewarden. Der Bischof nahm 120 Geiseln aus vornehmen Wurster Familien.
Eine Huldigungsszene an der Imsumer Kirche besiegelte 1518 das Ende der Wurster Unabhängigkeit und die Angliederung des Landes an das Erzstift Bremen. Nach Fertigstellung der Burg reisten eine Anzahl maßgeblicher Würdenträger und Beamter unter Führung von Konrad Klenck aus Bremen an und wollte an der Tingstätte der Wurster – dem Sievershamm – Verhandlungen führen. Es kam aber zum Streit mit den Wurstern, die daraufhin die ganze bischöfliche Gesandtschaft binnen kurzem niedermachte. Seither wird die Stelle auch Klenckenhamm genannt. 
Es folgten sieben Jahre in enger staatsrechtlicher Verbindung mit dem Herzogtum Sachsen-Lauenburg, ständig in Unruhe und in Angst vor einem Überfall des Erzbischofs. 1525 wurde der Stader Frieden geschlossen: Wursten verlor seine Unabhängigkeit und wurde endgültig in das Erzstift Bremen eingegliedert. Das Ende der Gerichtshoheit der 16 Ratgeber war gekommen. Die Wurster durften selbstständig keine Verträge mehr schließen, das Strandrecht wurde dem Erzbischof zugesprochen und das alte Wurster Siegel wurde eingezogen. Aber auch in den nächsten Jahrzehnten kam es im Land unter der Bremer Herrschaft immer wieder zu Unruhen.